# Seoul Music Awards
Les Seoul Music Awards (en coréen : 서울가요대상) sont l'une des principales cérémonies de remise de prix de l'industrie musicale sud-coréenne. Créée en 1990, la cérémonie est organisée annuellement par le journal Sports Seoul, avec le sponsor du complexe touristique High1 Resort depuis 2008.
Les gagnants sont principalement déterminés par les évaluations d'un panel de juge, mais aussi par les ventes d'albums et de musique sortis entre janvier et décembre de l'année qui vient de s'écouler, et de votes en ligne.

## Daesang Award

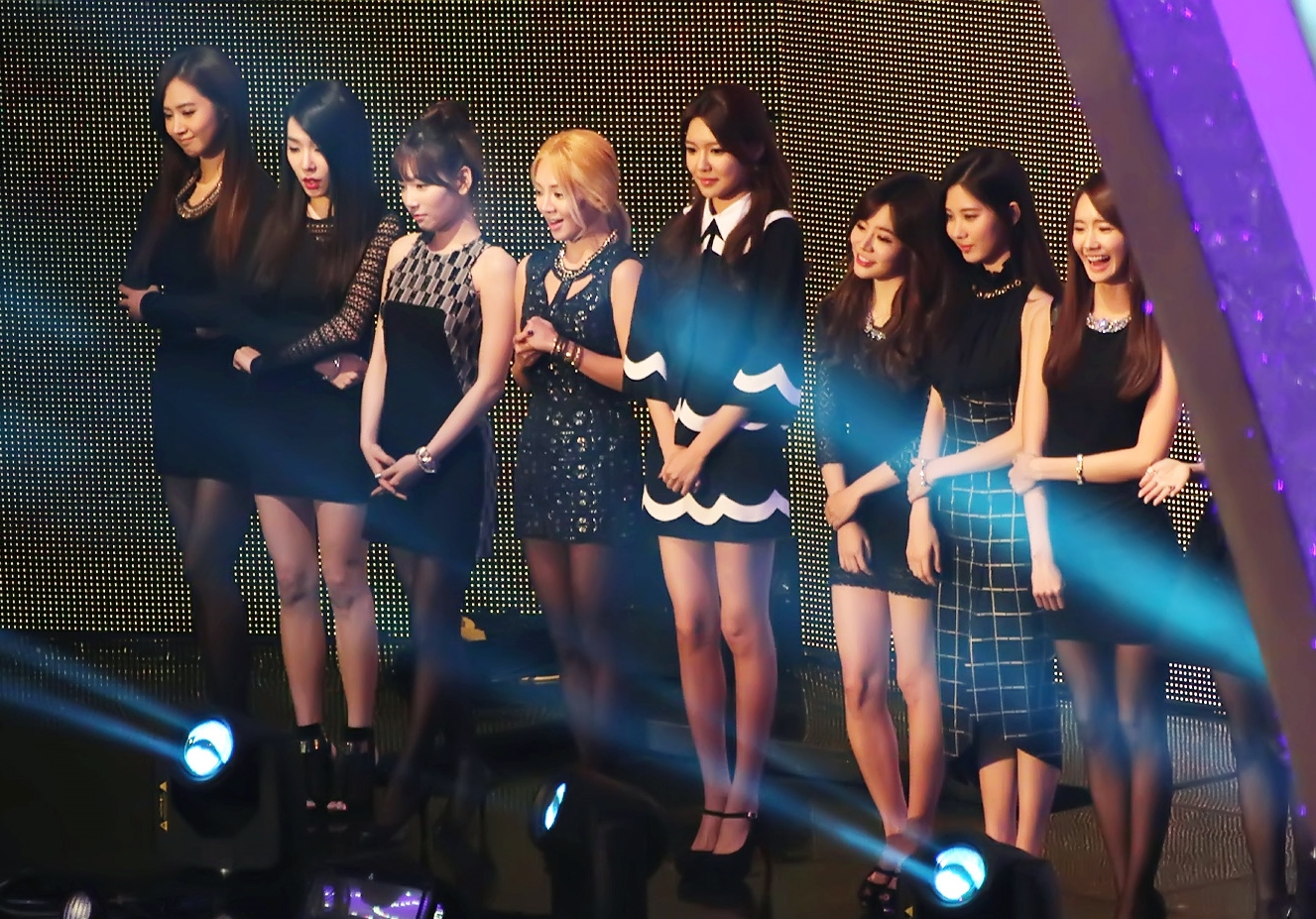
Girls' Generation aux Seoul Music Awards 2014

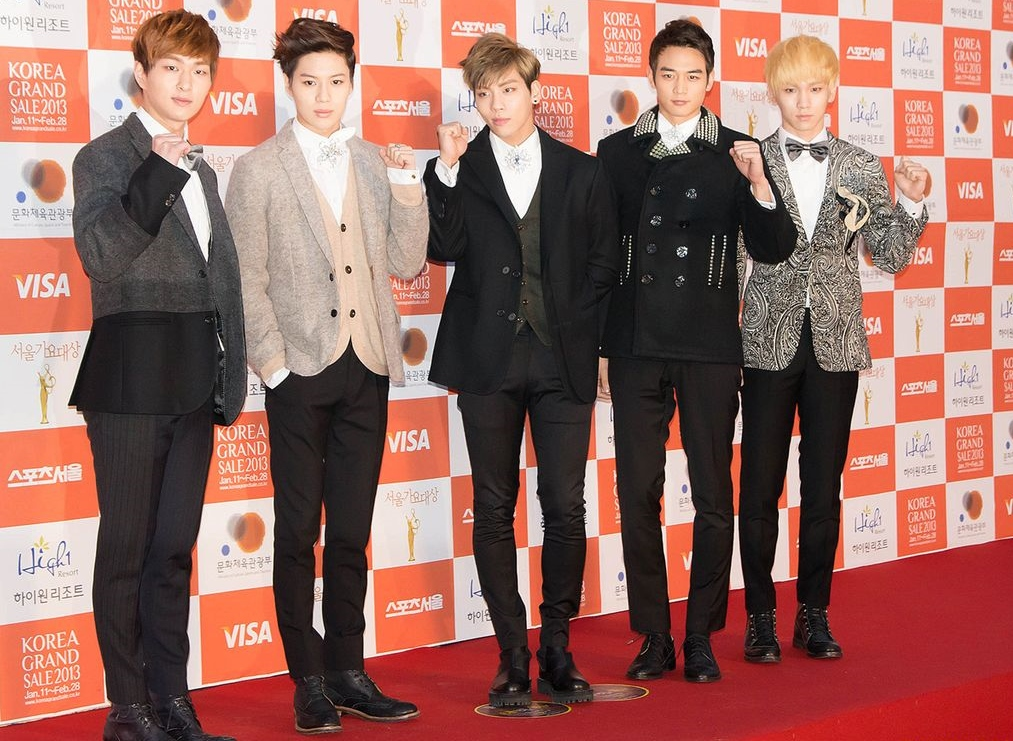
SHINee aux Seoul Music Awards 2013

Le Daesang Award (coréen : 대상) est le grand prix de la cérémonie. Il est attribué à l'artiste qui s'est le plus démarqué durant l'année qui vient de s'écouler.

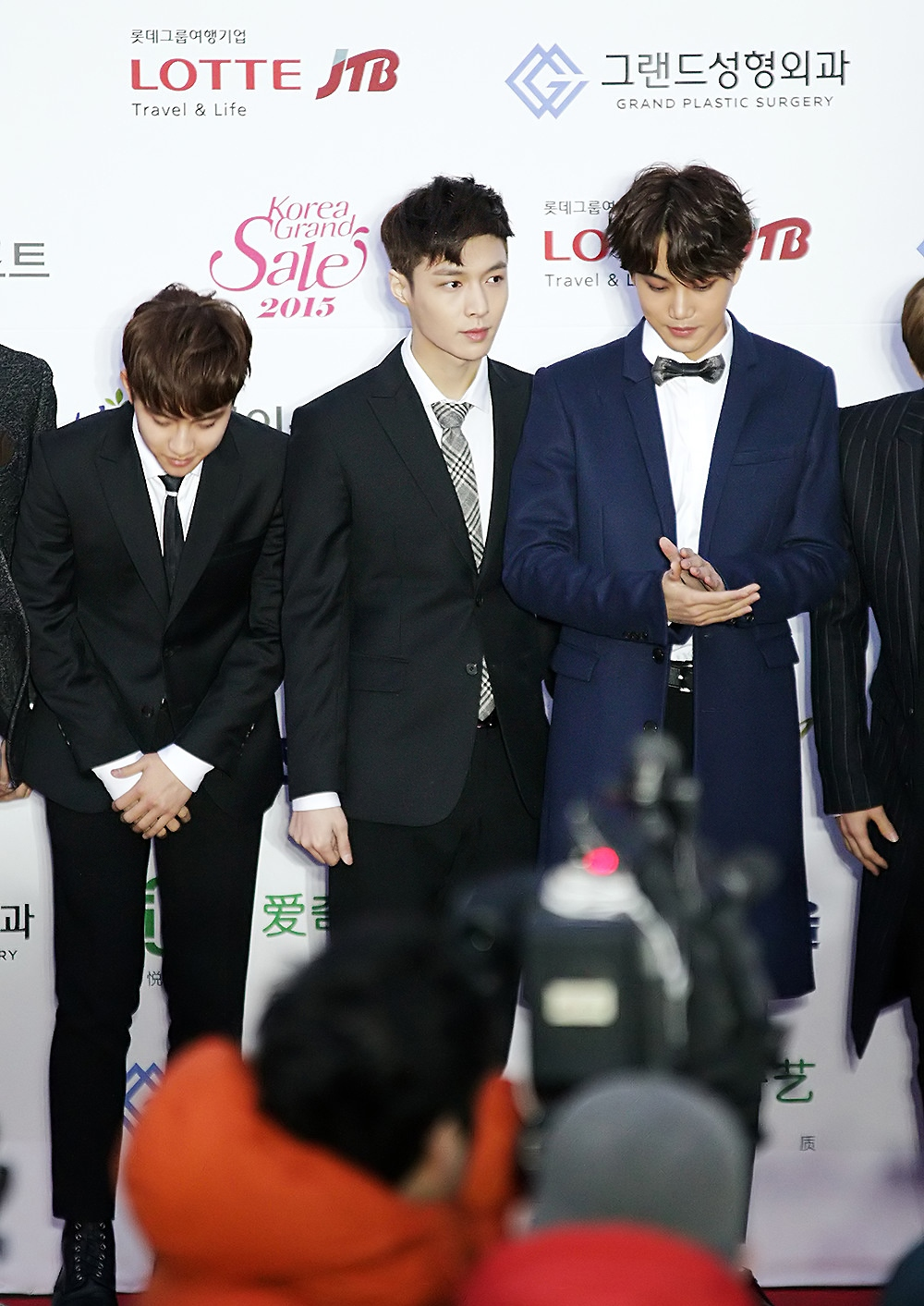
EXO aux Seoul Music Awards 2015

| Édition | Année | Gagnant             |
| ------- | ----- | ------------------- |
| 33e     | 2023  | NCT Dream           |
| 32e     | 2022  | NCT Dream           |
| 31e     | 2021  | NCT 127             |
| 30e     | 2020  | BTS                 |
| 29e     | 2019  | BTS                 |
| 28e     | 2018  | BTS                 |
| 27e     | 2017  | BTS                 |
| 26e     | 2016  | EXO                 |
| 25e     | 2015  | EXO                 |
| 24e     | 2014  | EXO                 |
| 23e     | 2013  | EXO                 |
| 22e     | 2012  | PSY                 |
| 21e     | 2011  | Super Junior        |
| 20e     | 2010  | Girls' Generation   |
| 19e     | 2009  | Girls' Generation   |
| 18e     | 2008  | Wonder Girls        |
| 17e     | 2007  | Big Bang            |
| 16e     | 2006  | TVXQ                |
| 15e     | 2004  | Shinhwa             |
| 14e     | 2003  | Lee Hyori           |
| 13e     | 2002  | BoA                 |
| 12e     | 2001  | Kim Gun-mo          |
| 11e     | 2000  | Jo Sung-mo          |
| 10e     | 1999  | Jo Sung-mo, Fin.K.L |
| 9e      | 1998  | H.O.T., Sechs Kies  |
| 8e      | 1997  | H.O.T.              |
| 7e      | 1996  | Clon                |
| 6e      | 1995  | Roo'ra              |
| 5e      | 1994  | Kim Gun-mo          |
| 4e      | 1993  | Seo Taijii & Boys   |
| 3e      | 1992  | Seo Taiji & Boys    |
| 2e      | 1991  | Tae Jin-ah          |
| 1re     | 1990  | Byeon Jin-seob      |

## Bonsang Awards
Le Bonsang Award (coréen : 본상) est le prix principal de la cérémonie. Il est remis aux différents artistes musicaux ayant marqué l'année qui vient de s'écouler.
| Édition | Année | Gagnants (par ordre alphabétique) |
| ------- | ----- | --- |
| 33e     | 2023  | - aespa - (G)I-dle - IVE - Jimin - Jungkook - Kang Daniel - Lim Young-woong - NCT Dream - NewJeans - Nmixx - Riize - Seventeen - STAYC - Stray Kids - Sunmi - V - Young Tak - Zerobaseone |
| 32e     | 2022  | - aespa - Blackpink - BTS - (G)I-dle - GOT the beat - IVE - Kang Daniel - Kim Ho-joong - Lim Young-woong - NCT Dream - Psy - Red Velvet - Seventeen - Stray Kids - Taeyeon - Zico         |
| 31e     | 2021  | - aespa - Ateez - Brave Girls - BTS - Enhypen - Heize - IU - Kang Daniel - Lim Young-woong - NCT 127 - Oh My Girl - Seventeen - The Boyz                                                  |
| 30e     | 2020  | - Ateez - BTS - Iz*One - Kang Daniel - Monsta X - NCT 127 - NU'EST - Oh My Girl - Seventeen - Stray Kids - Twice - TXT                                                                    |
| 29e     | 2019  | - BTS - Chungha - EXO - Mamamoo - Monsta X - NCT Dream - NU'EST - Paul Kim - Red Velvet - Super Junior - Taeyeon - Twice                                                                  |
| 28e     | 2018  | - BTS - EXO - iKon - Mamamoo - Momoland - Monsta X - NCT 127 - NU'EST W - Red Velvet - Seventeen - Twice - Wanna One                                                                      |
| 27e     | 2017  | - Blackpink - BLO4 - BTOB - BTS - EXO - Got7 - NU'EST W - Red Velvet - Seventeen - Super Junior - Twice - Wanna One                                                                       |
| 26e     | 2016  | - BTS - EXO - GFriend - Got7 - Mamamoo - Red Velvet - Sechs Kies - Seventeen - Taeyeon - Twice - VIXX - Zico                                                                              |
| 25e     | 2015  | - Apink - Big Bang - BTS - EXID - EXO - Red Velvet - SHINee - Sistar - Taeyeon - VIXX - Yoon Mi-rae - Zion.T                                                                              |
| 24e     | 2014  | - AOA - Apink - B1A4 - Beast - BTS - EXO - Girl's Day - Girls' Generation-TTS - Infinite - Sistar - Super Junior - VIXX                                                                   |
| 23e     | 2013  | - 4Minute - Apink - B1A4 - B.A.P - Beast - Cho Yong-pil - EXO - Girls' Generation - Infinite - SHINee - Sistar - VIXX                                                                     |
| 22e     | 2012  | - 2NE1 - Big Bang - Epik High - f(x) - Huh Gak - Lee Seung-gi - Miss A - Psy - Secret - SHINee - Sistar - Super Junior                                                                    |
| 21e     | 2011  | - 4Minute - Beast - F.T. Island - Girls' Generation - IU - Kara - Lee Seung-gi - Miss A - Secret - Sistar - Super Junior - T-ara                                                          |
| 20e     | 2010  | - 2AM - 4Minute - Beast - F.T. Island - Girls' Generation - IU - Miss A - Secret - SHINee - Son Dam-bi                                                                                    |
| 19e     | 2009  | - 2PM - Baek Ji-young - Brown Eyed Girls - Davichi - Girls' Generation - Kara - Kim Tae-woo - SHINee - Super Junior - Son Dam-bi                                                          |

## Meilleurs nouveaux artistes

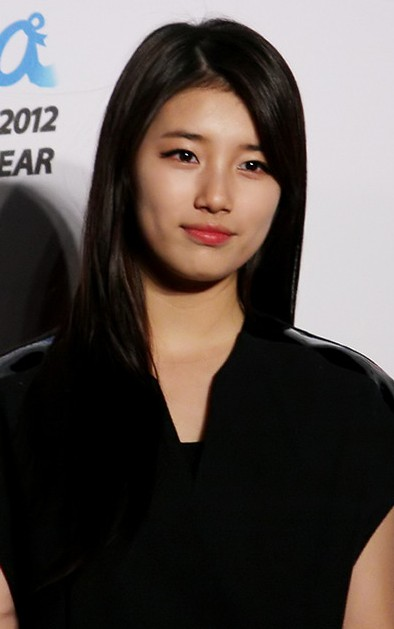
Suzy (Miss A) aux Seoul Music Awards 2012

| N°  | Année | Gagnants    | Gagnants    | Gagnants     | Gagnants |
| --- | ----- | ----------- | ----------- | ------------ | -------- |
| 33e | 2023  | Zerobaseone | Riize       |              |          |
| 32e | 2022  | NewJeans    | Le Sserafim | The New Six  |          |
| 31e | 2021  | Omega X     | Epex        | Lee Mu-jin   |          |
| 30e | 2020  | Enhypen     | aespa       | Treasure     |          |
| 29e | 2019  | TXT         | Itzy        | AB6IX        |          |
| 28e | 2018  | Stray Kids  | Iz*One      |              |          |
| 27e | 2017  | Wanna One   | Pristin     | Chungha      |          |
| 26e | 2016  | NCT 127     | Blackpink   | I.O.I        |          |
| 25e | 2015  | Seventeen   | GFriend     | iKON         |          |
| 24e | 2014  | Got7        | Red Velvet  | Eddy Kim     |          |
| 23e | 2013  | BTS         | Crayon Pop  | Lim Kim      |          |
| 22e | 2012  | EXO-K       | B.A.P       | Ailee        | Lee Hi   |
| 21e | 2011  | B1A4        | Apink       | Boyfriend    |          |
| 20e | 2010  | CN Blue     | Sistar      | The Boss     |          |
| 19e | 2009  | Beast       | T-ara       | After School |          |

## Popularity Award
| N°  | Année | Gagnants                        |
| --- | ----- | ------------------------------- |
| 22e | 2013  | Lee Seung-gi, SHINee            |
| 21e | 2012  | Lee Seung-gi, Girls' Generation |
| 20e | 2011  | Girls' Generation, SHINee       |
| 19e | 2010  | 2PM, Super Junior               |
| 18e | 2009  | Big Bang, TVXQ                  |
| 17e | 2008  | SS501, TVXQ                     |
| 16e | 2006  | TVXQ, SS501                     |
| 15e | 2004  | Shinhwa, TVXQ                   |